# Gracilichroma bryanti
Gracilichroma bryanti là một loài bọ cánh cứng trong họ Cerambycidae.